# Гага (ОАЭ)
Гага (Джазаир-Гага, Гагах, араб. جزيرة غاغة‎) — остров в Персидском заливе, принадлежащий Объединённым Арабским Эмиратам, к западу от Абу-Даби, на западе муниципального региона Эд-Дафра эмирата Абу-Даби, у границы с Саудовской Аравией и Катаром. Расположен к северо-западу от мыса Кумайис (Эль-Хазра), к юго-востоку от мыса Абу-Кумайис, у входа в залив Дувайхин.
Соединён дамбой с мысом Кумайис.

## Археология
На острове обнаружено археологами Департамента по культуре и туризму Абу-Даби поселение эпохи неолита возрастом 8500 лет. . Найдены остатки круглых каменных строений, стены которых сохранились на высоту до 1 м, искусно обработанные наконечники стрел. Также найдено захоронение возрастом 5000 лет.
Найденные находки на 500 лет старше жемчужины, найденной в 2017 году на острове Маррава у побережья Абу-Даби, датируемой 5800—5600 гг. до н. э.